# Chrismopteryx expolita
Chrismopteryx expolita là một loài bướm đêm trong họ Geometridae.